# 84-й меридіан східної довготи
84-й меридіан східної довготи — лінія довготи, що лежить на 84 градуси східніше Гринвіцького меридіана. Вона проходить від Північного полюса через Північний Льодовитий океан, Азію, Індійський океан, Південний океан та Антарктиду до Південного полюса.
84-й меридіан східної довготи формує велике коло разом із 96-тим меридіаном західної довготи.

## Список географічних об'єктів, що перетинає 84° сх. д.
Починаючи на Північному полюсі та рухаючись до Південного полюса, 84-й меридіан східної довготи проходить через:
| Координати                                                 | Країна, територія або море | Примітки |
| ---------------------------------------------------------- | -------------------------- | --- |
| 90°0′ пн. ш. 84°0′ сх. д. / 90.000° пн. ш. 84.000° сх. д.  | Північний Льодовитий океан | |
| 81°8′ пн. ш. 84°0′ сх. д. / 81.133° пн. ш. 84.000° сх. д.  | Карське море               | |
| 74°1′ пн. ш. 84°0′ сх. д. / 74.017° пн. ш. 84.000° сх. д.  | Росія                      | Проходить через острів Расторгуєва[en]                                                                                          |
| 73°59′ пн. ш. 84°0′ сх. д. / 73.983° пн. ш. 84.000° сх. д. | Карське море               | |
| 73°41′ пн. ш. 84°0′ сх. д. / 73.683° пн. ш. 84.000° сх. д. | Росія                      | Проходить східніше Барнаула |
| 50°42′ пн. ш. 84°0′ сх. д. / 50.700° пн. ш. 84.000° сх. д. | Казахстан                  | Проходить через озеро Зайсан |
| 46°59′ пн. ш. 84°0′ сх. д. / 46.983° пн. ш. 84.000° сх. д. | КНР                        | Сіньцзян Тибет |
| 29°17′ пн. ш. 84°0′ сх. д. / 29.283° пн. ш. 84.000° сх. д. | Непал                      | |
| 27°27′ пн. ш. 84°0′ сх. д. / 27.450° пн. ш. 84.000° сх. д. | Індія                      | Біхар Уттар-Прадеш Біхар Уттар-Прадеш Біхар Джхаркханд Чхаттісгарх Джхаркханд Чхаттісгарх Одіша Чхаттісгарх Одіша Андгра-Прадеш |
| 18°14′ пн. ш. 84°0′ сх. д. / 18.233° пн. ш. 84.000° сх. д. | Індійський океан           | |
| 60°0′ пд. ш. 84°0′ сх. д. / 60.000° пд. ш. 84.000° сх. д.  | Південний океан            | |
| 66°26′ пд. ш. 84°0′ сх. д. / 66.433° пд. ш. 84.000° сх. д. | Антарктида                 | Проходить через Австралійську антарктичну територію (претендує Австралія)                                                       |